# Eduard Maloféyev
Eduard Vasílievich Maloféyev (en ruso: Эдуард Малофеев; n. 2 de junio de 1942, Kolomna, Unión Soviética) es un exfutbolista internacional y entrenador ruso. Jugó como delantero, principalmente en el Dinamo Minsk, con el que se convirtió en uno de los máximos goleadores en la historia del club y máximo goleador de la Soviet Top Liga en 1971. Fue internacional con la Unión Soviética, con quien disputó dos Eurocopas y una Copa del Mundo.
Comenzó su carrera como entrenador en 1972, tras haberse retirado como futbolista ese mismo año. Desde entonces ha dirigido a una gran cantidad de equipos de la antigua Unión Soviética, entre ellos el propio combinado nacional, el equipo olímpico soviético, el Dinamo Minsk, el Dinamo Moscú, el FK Anzhí Majachkalá o la selección de Bielorrusia. En 2006 fue nombrado director deportivo del Heart of Midlothian escocés, cargo que apenas mantuvo unos meses.